# خشخاش ولزی
خشخاش ولزی (انگلیسی: Papaver cambricum) پاپاور کامبریکوم یکی از گیاهان گل‌دار از تیره یا خانواده شقایقیان است. گیاهی زرد رنگ از جنگل‌های مرطوب، سایه دار، پرچین‌ها و مکان‌های صخره ای در ولز و جنوب غربی انگلستان. اولین بار توسط کارل لینه در ولز شناسایی شد، از این رو نام آن ولزی است.